# الهند في دورة الألعاب البارالمبية الصيفية 2024
شاركت الهند في دورة الألعاب البارالمبية الصيفية 2024 في باريس، التي أُقيمت في الفترة من 28 آب إلى 8 أيلول 2024. وكانت أول مشاركة رسمية للهند في الألعاب البارالمبية الصيفية عام 1968، ومنذ عام 1984 شاركت في جميع النسخ المتتالية. وهذه كانت المشاركة الثالثة عشرة للهند في دورة الألعاب البارالمبية الصيفية.
أرسلت الهند وفداً مكوّناً من 84 رياضياً تنافسوا في 12 رياضة مختلفة في دورة الألعاب البارالمبية. وكان بهاجيشري جادهاف وسوميت أنتيل حاملي العلم في حفل الافتتاح، بينما تولّى بريتي بال وهارفيندر سينغ حمل العلم في حفل الختام.
فازت الهند بـ 29 ميدالية، منها سبع ميداليات ذهبية وتسع فضية وثلاث عشرة برونزية. وقد شكّلت هذه الحصيلة أعلى عدد من الميداليات في تاريخ مشاركات الهند في الألعاب البارالمبية، متجاوزة الرقم القياسي السابق البالغ 19 ميدالية في دورة طوكيو 2020.
تأسّست اللجنة البارالمبية الهندية عام 1994، أي بعد خمس سنوات من تأسيس اللجنة البارالمبية الدولية عام 1989. وبدأت الهند مشاركتها في الألعاب البارالمبية عام 1968، وشاركت في جميع الدورات الصيفية منذ عام 1984، وكانت هذه النسخة الثالثة عشرة من مشاركاتها.
سبق للهند أن فازت بـ 31 ميدالية في تاريخ مشاركاتها في الألعاب البارالمبية، وكانت أنجح مشاركة لها في دورة طوكيو 2020 حين حققت 19 ميدالية منها خمس ذهبيات وثماني فضيات وست برونزيات.
ضمّ الوفد الهندي في دورة 2024 ما مجموعه 84 رياضياً تنافسوا في 12 رياضة. وحمل بهاجيشري جادهاف وسوميت أنتيل العلم في حفل الافتتاح، بينما كان بريتي بال وهارفيندر سينغ حاملي العلم في حفل الختام.

## ملخص الميداليات
فازت الهند بـ 29 ميدالية، شملت سبع ميداليات ذهبية وتسع فضية وثلاث عشرة برونزية. وشكّلت هذه الدورة أعلى حصيلة ميداليات في تاريخ مشاركات الهند في الألعاب البارالمبية. كما شملت الحصيلة أربع مناسبات شهدت فوز أكثر من رياضي هندي بميدالية في الحدث ذاته.

### الفائزون بالميداليات الذهبية
فازت أفاني ليكهارا بأول ميدالية ذهبية للهند في منافسات البندقية الهوائية للسيدات لمسافة 10 أمتار. وكانت هذه الميدالية الذهبية الثانية لها على التوالي في هذا الحدث، مما جعلها أول رياضية هندية تفوز بأكثر من ميدالية في الألعاب البارالمبية.
فاز كومار نيتش بالذهبية الثانية للهند في منافسات كرة الريشة، وذلك في فردي الرجال فئة SL3، وهو الحدث الذي فاز فيه زميله برامود بهاجات بالذهبية في الدورة السابقة.
أصبح سوميت أنتيل أول رياضي هندي يفوز بميداليتين ذهبيتين متتاليتين في الحدث ذاته، بعد فوزه في رمي الرمح لفئة F64، كما حطم رقمين قياسيين بارالمبيين في هذا الحدث.
فاز هارفيندر سينغ بأول ميدالية ذهبية للهند في رياضة القوس والسهم البارالمبية، وكانت هذه ميداليته الثانية بعد أن نال البرونزية في الدورة السابقة.
أحرز دهارامبير ناين الذهبية الخامسة للهند في مسابقة رمي الهراوة فئة F51 للرجال.
فاز برافين كومار بالميدالية الذهبية الثالثة للهند في ألعاب القوى في الوثب العالي لفئة T64 للرجال.
نال نافديب سينغ الذهبية بعد أن كان قد أنهى مسابقة رمي الرمح لفئة F41 في المركز الثاني، لكنه حصل على الذهبية بعد استبعاد الرياضي الإيراني صادق ساياه. كما حقق نافديب رقماً قياسياً بارالمبياً برمية بلغت 47.32 متراً.

### الفائزون بالميداليات الفضية
ز مانِش ناروال بأول ميدالية فضية للهند في دورة باريس في منافسات المسدس الهوائي للرجال لمسافة 10 أمتار، وكانت هذه ميداليته الثانية بعد ذهبية الدورة السابقة.
نال نيشاد كومار ويوغيش كاثونيا ميداليتين فضيتين في الوثب العالي لفئة T47 للرجال ورمي القرص لفئة F56 على التوالي، مكررين إنجازهم من دورة طوكيو 2020.
فازت ثولاسي ماثي مورغيسان بالميدالية الفضية الوحيدة للهند في منافسات السيدات لكرة الريشة.
أحرز سُهاس ياثيراج الميدالية الفضية للمرة الثانية على التوالي في فردي الرجال فئة SL4 في كرة الريشة البارالمبية.
نال أَجيت سينغ ياداف الفضية في رمي الرمح لفئة F46 للرجال.
فاز شارد كومار بميداليته البارالمبية الثانية، وهي فضية في الوثب العالي لفئة T63 للرجال.
نال ساشين خيلاري الفضية الخامسة للهند في ألعاب القوى بعد أن جاء في المركز الثاني في منافسات دفع الكرة الحديدية لفئة F46 للرجال.

### الفائزون بالميداليات البرونزية
فازت مونا أغاروال بأول ميدالية برونزية للهند في دورة باريس في منافسات البندقية الهوائية للسيدات لمسافة 10 أمتار، وهي نفس المسابقة التي فازت فيها أفاني ليكهارا بالذهب.
أحرزت بريتي بال أول ميدالية للهند في مسابقات الجري، بفوزها ببرونزية سباق 100 متر لفئة T35 للسيدات، ثم أصبحت الوحيدة التي نالت ميداليتين للهند في الدورة بعد حصولها على برونزية أخرى في سباق 200 متر لنفس الفئة.
فازت روبينا فرانسيس بالبرونزية الرابعة للهند في الرماية، وذلك في منافسات المسدس الهوائي للسيدات لمسافة 10 أمتار.
أصبحت شيتال ديفي أصغر رياضية هندية تحرز ميدالية بارالمبية بعد فوزها بالبرونزية في القوس المركب، إلى جانب راكيش كومار.
فازت مانِيشا راماداس ونيثيا سيفان بميداليتين برونزيتين في منافسات السيدات لكرة الريشة البارالمبية، ليرتفع عدد ميداليات الهند في هذه الرياضة إلى خمس.
أصبحت ديبثي جيوفانجي أصغر رياضية هندية تفوز بميدالية في سباقات المضمار في الألعاب البارالمبية بعد فوزها ببرونزية سباق 400 متر فئة T20 للسيدات.
أحرز سوندار سينغ غورجار ميداليته الثانية في الألعاب البارالمبية بعد فوزه ببرونزية رمي الرمح لفئة F46 للرجال، وهو نفس الحدث الذي فاز فيه ببرونزية في الدورة السابقة.
فاز ماريايبان ثانغافيلو بميدالية برونزية في الوثب العالي للرجال، لتكون ميداليته الثالثة على التوالي في الدورات البارالمبية.
نال كابيل بارمار ميدالية برونزية في رياضة الجودو، وكانت هذه أول ميدالية للهند في هذه الرياضة ضمن الألعاب البارالمبية.
فاز هوكاتو هوتوزي سيما ببرونزية في دفع الكرة الحديدية لفئة F57 للرجال، فيما نالت سيمران شارما الميدالية البرونزية الأخيرة للهند في سباق 200 متر لفئة T12 للسيدات.

## الحائزون على الميداليات
| الميدالية | الاسم                | الرياضة                       | الحدث                               | التاريخ |
| --------- | -------------------- | ----------------------------- | ----------------------------------- | ------- |
| ذهب       | أفاني ليكهارا        | الرماية                       | بندقية هوائية للسيدات وقوف 10 م SH1 | 30 آب   |
| ذهب       | كومار نيتش           | كرة الريشة                    | فردي الرجال SL3                     | 2 أيلول |
| ذهب       | سوميت أنتيل          | ألعاب القوى                   | رمي الرمح للرجال F64                | —       |
| ذهب       | هارفيندر سينغ        | القوس والسهم                  | الفردي – قوس تقليدي مفتوح           | 4 أيلول |
| ذهب       | دهارامبير ناين       | ألعاب القوى                   | رمي الهراوة F51                     | —       |
| ذهب       | برافين كومار         | القفز العالي T64              | 6 أيلول                             |         |
| ذهب       | نافديب سينغ          | رمي الرمح F41                 | 7 أيلول                             |         |
| فضة       | مانِش ناروال          | الرماية                       | مسدس هوائي للرجال 10 م SH1          | 30 آب   |
| فضة       | نيشاد كومار          | ألعاب القوى                   | القفز العالي للرجال T47             | 1 أيلول |
| فضة       | يوغيش كاثونيا        | رمي القرص للرجال F56          | 2 أيلول                             |         |
| فضة       | ثولاسي ماثي مورغيسان | كرة الريشة                    | فردي السيدات SU5                    | —       |
| فضة       | سُهاس ياثيراج         | كرة الريشة                    | فردي الرجال SL4                     | —       |
| فضة       | أَجيت سينغ ياداف      | ألعاب القوى                   | رمي الرمح للرجال F46                | 3 أيلول |
| فضة       | شارد كومار           | القفز العالي T63              | —                                   |         |
| فضة       | ساشين خيلاري         | دفع الكرة الحديدية للرجال F46 | 4 أيلول                             |         |
| فضة       | براناف سورما         | رمي الهراوة F51               | —                                   |         |
| برونز     | مونا أغاروال         | الرماية                       | بندقية هوائية للسيدات وقوف 10 م SH1 | 30 آب   |
| برونز     | بريتي بال            | ألعاب القوى                   | 100 م للسيدات T35                   | —       |
| برونز     | روبينا فرانسيس       | الرم                          |                                     |         |

 
الميداليات حسب الرياضة
| الرياضة      | ذهب | فضة | برونز | المجموع |
| ------------ | --- | --- | ----- | ------- |
| ألعاب القوى  | 4   | 6   | 7     | 17      |
| كرة الريشة   | 1   | 2   | 2     | 5       |
| الرماية      | 1   | 1   | 2     | 4       |
| القوس والسهم | 1   | 0   | 1     | 2       |
| الجودو       | 0   | 0   | 1     | 1       |
| المجموع      | 7   | 9   | 13    | 29      |

الميداليات حسب اليوم
| اليوم   | التاريخ | ذهب | فضة | برونز | المجموع |
| ------- | ------- | --- | --- | ----- | ------- |
| 1       | 29 آب   | 0   | 0   | 0     | 0       |
| 2       | 30 آب   | 1   | 1   | 2     | 4       |
| 3       | 31 آب   | 0   | 0   | 1     | 1       |
| 4       | 1 أيلول | 0   | 1   | 1     | 2       |
| 5       | 2 أيلول | 2   | 3   | 3     | 8       |
| 6       | 3 أيلول | 0   | 2   | 3     | 5       |
| 7       | 4 أيلول | 2   | 2   | 0     | 4       |
| 8       | 5 أيلول | 0   | 0   | 1     | 1       |
| 9       | 6 أيلول | 1   | 0   | 1     | 2       |
| 10      | 7 أيلول | 1   | 0   | 1     | 2       |
| 11      | 8 أيلول | 0   | 0   | 0     | 0       |
| المجموع | —       | 7   | 9   | 13    | 29      |

الميداليات حسب الجنس
| الجنس   | ذهب | فضة | برونز | المجموع |
| ------- | --- | --- | ----- | ------- |
| ذكور    | 6   | 8   | 4     | 18      |
| إناث    | 1   | 1   | 8     | 10      |
| مختلط   | 0   | 0   | 1     | 1       |
| المجموع | —   | —   | —     | 29      |

الرياضيون الحاصلون على أكثر من ميدالية
| الاسم     | الرياضة     | ذهب | فضة | برونز | المجموع |
| --------- | ----------- | --- | --- | ----- | ------- |
| بريتي بال | ألعاب القوى | 0   | 0   | 2     | 2       |

## المنافسون
تألفت البعثة الهندية من 84 رياضيًا شاركوا في 74 حدثًا للفوز بالميداليات في 12 رياضة. 
| رياضة            | الرجال | نحيف | المجموع |
| ---------------- | ------ | ---- | ------- |
| الرماية          | 3      | 3    | 6       |
| ألعاب القوى      | 28     | 10   | 38      |
| تنس الريشة       | 7      | 6    | 13      |
| ركوب الدراجات    | 1      | 1    | 2       |
| الجودو           | 1      | 1    | 2       |
| التجديف بالمظلات | 1      | 2    | 3       |
| رفع الأثقال      | 2      | 2    | 4       |
| تجديف            | 1      | 1    | 2       |
| إطلاق نار        | 7      | 3    | 10      |
| سباحة            | 1      | 0    | 1       |
| كرة الطاولة      | 0      | 2    | 2       |
| التايكوندو       | 0      | 1    | 1       |
| المجموع          | 52     | 32   | 84      |

## الرماية
سجلت الهند ستة رياضيين في أحداث المركب والمنحنى حسب نتيجتهم في بطولة العالم لرماية البارالمبية 2023 التي أقيمت في بلزن ، جمهورية التشيك. 
أُقيمت جولة التصنيف في 29 أغسطس 2024. وفي جولة تصنيف الرجال، احتل راكيش كومار وشيام سوندار سوامي المركزين الخامس والخامس عشر على التوالي. وسجلت شيتال ديفي 703 نقاط في جولة تصنيف السيدات لتحتل المركز الثاني، بينما احتلت ساريتا أدهانا المركز التاسع.  وفي تصنيف الفرق المختلطة، سجل كومار وديفي 1399 نقطة محطمين الرقم القياسي العالمي السابق الذي كان يحمله كومار وأدانا. 
في الجولة الفردية للرجال، خرج شيام سوندار سوامي مبكرًا بعد خسارته أمام التايلاندي كومسان سينجبيروم في دور الـ 32. فاز راكيش كومار بمباراته في دور الـ 32 بسهولة، ولكن تم تحديد مباراتيه التاليتين على أساس ركلات الترجيح، حيث خرج كومار منتصراً في المرتين وضمن مكانه في الدور نصف النهائي. في الدور نصف النهائي، واجه كومار آي شينليانغ من الصين، حيث عانى كومار من هزيمته الأولى بنتيجة 143-145. خسر أمام الصيني هي زيهاو بفارق ضئيل بلغ نقطة واحدة فقط في مباراة الميدالية البرونزية واحتل المركز الرابع في هذه الفئة. 
حصلت شيتال ديفي على إعفاء من دور الـ 32. وفي دور الـ 16، خسرت أمام ماريانا زونيغا، الحائزة على الميدالية الفضية في دورة ألعاب 2020، بفارق نقطة واحدة فقط. فازت ساريتا أدهانا بمباراتيها الأوليين بفارق ضئيل، لكنها خسرت مباراة ربع النهائي أمام أوزنور كور، الحائزة على الميدالية الذهبية لاحقًا، واحتلت المركز السادس في فئة فردي السيدات.  
الأداء الفردي
| الرياضي / الرياضية | الحدث        | الجولة الترتيبية | التصنيف | دور الـ32                              | دور الـ16                                    | ربع النهائي                        | نصف النهائي                 | النهائي / مباراة البرونزية | الترتيب |
| ------------------ | ------------ | ---------------- | ------- | -------------------------------------- | -------------------------------------------- | ---------------------------------- | --------------------------- | -------------------------- | ------- |
| راكيش كومار        | فردي الرجال  | 696              | 5       | درامي (السنغال)فاز 136–131             | سواجوميالانغ (إندونيسيا)فاز 144–144 شوط فاصل | ترمبلاي (كندا)فاز 144–144 شوط فاصل | شينليانغ (الصين)خسر 143–145 | زِيهاو (الصين)خسر 146–147   | 4       |
| شايام سوندار سوامي |              | 688              | 15      | سينغبيروم (تايلند)خسر 138–138 شوط فاصل | لم يتأهل                                     | —                                  | —                           | —                          | 17      |
| شيتال ديفي         | فردي السيدات | 703              | 2       | إعفاء                                  | زونيغا (تشيلي)خسرت 137–138                   | لم تتأهل                           | —                           | —                          | 9       |
| سارِتا أدهانا       |              | 682              | 9       | جانناتون (ماليزيا)فازت 138–124         | سارتي (إيطاليا)فازت 141–135                  | كيوره (تركيا)خسرت 140–145          | لم تتأهل                    | —                          | 6       |

الفرق المختلطة
| الفريق                | الجولة الترتيبية       | التصنيف | دور الـ16 | ربع النهائي                                  | نصف النهائي                               | الترتيب                                 |
| --------------------- | ---------------------- | ------- | --------- | -------------------------------------------- | ----------------------------------------- | --------------------------------------- |
| شيتال ديفيراكيش كومار | 1399 (رقم قياسي عالمي) | 1       | إعفاء     | فيرِلي / سواجوميالانغ (إندونيسيا)فازا 154–143 | هِمّاتي / نوري (إيران)خسرا 152–152 شوط فاصل | بوناتشينا / سارتي (إيطاليا)فازا 156–155 |

| رياضي                     | حدث          | جولة التصنيف | جولة التصنيف | دور الـ32                 | دور الـ16                   | ربع النهائي               | الدور نصف النهائي                              | نهائيات               | نهائيات |
| رياضي                     | حدث          | نتيجة        | بذرة         | المعارضة نتيجة            | المعارضة نتيجة              | المعارضة نتيجة            | المعارضة نتيجة                                 | المعارضة نتيجة        | رتبة    |
| ------------------------- | ------------ | ------------ | ------------ | ------------------------- | --------------------------- | ------------------------- | ---------------------------------------------- | --------------------- | ------- |
| هارفيندر سينغ             | فردي الرجال  | 637          | 9            | الرئة هوي ( TPE ) فوز 7-3 | سيتياوان ( إينا ) دبليو 6-2 | راميريز ( كول ) دبليو 6-2 | عربي أمريكي ( المعهد الجمهوري الدولي ) فوز 7-3 | سيزيك ( بول ) فوز 6-0 | الأول   |
| بوجا جاتيان               | فردي السيدات | 585          | 7            | شنغول ( تور ) فوز 6-0     | تشونيان ( الصين ) ل 4–6     |                           |                                                |                       |         |
| هارفيندر سينغ بوجا جاتيان | فريق مختلط   | 1222         | 5            | كينتون سميث و 5-4         | سيزيك فوز 6-0               | ترافيساني ل 2–6           | فابسيتش ل 4–5                                  | 4                     |         |

## ألعاب القوى
حقق الرياضيون الهنود مراكزهم في الحصص بناءً على نتائجهم في بطولة العالم لألعاب القوى لذوي الاحتياجات الخاصة لعامي 2023 و2024 ، أو من خلال حصص التخصيص، شريطة استيفائهم لمعايير القبول الدنيا (MES) للفعاليات المعنية. تألف فريق ألعاب القوى من 38 عضوًا، من بينهم 10 سيدات.  
| رياضي         | حدث                      | حرارة    | حرارة    | نصف النهائي | نصف النهائي | أخير     | أخير   |
| رياضي         | حدث                      | نتيجة    | رتبة     | نتيجة       | رتبة        | نتيجة    | رتبة   |
| ------------- | ------------------------ | -------- | -------- | ----------- | ----------- | -------- | ------ |
| بريثي بال     | 100 متر سيدات T35        | 14.21 PB | الثالث   |             |             |          |        |
| بريثي بال     | 200 متر سيدات T35        | 30.01 PB | الثالث   |             |             |          |        |
| سيمران شارما  | 100 متر سيدات T12        | 12.17    | 1 س س SB | 12.33       | 2 س         | 12.31    | 4      |
| سيمران شارما  | 200 متر سيدات T12        | 25.41    | 1 س      | 25.03       | 1 س         | 24.75 PB | الثالث |
| ديبثي جيفانجي | سباق 400 متر T20 للسيدات | 55.45    | 1 س      | 55.82       | الثالث      |          |        |
| راكشيثا راجو  | 1500 متر سيدات T11       | 5:29.92  | 4        |             |             |          |        |
| ديليب جافيت   | 400 متر رجال T47         | 49.54    | 3 س س SB | 49.99       | 8           |          |        |

نتائج الرياضيين في ألعاب القوى
| الرياضي             | الحدث                  | النتيجة                             | الترتيب |
| ------------------- | ---------------------- | ----------------------------------- | ------- |
| دهارامبير ناين      | رمي الهراوة F51        | 34.92 (رقم آسيوي)                   | —       |
| براناف سورما        |                        | 34.59                               | —       |
| أميت كومار ساروها   |                        | 23.96                               | 10      |
| يوغيش كاثونيا       | رمي القرص F56          | 42.22 (أفضل رقم موسمي)              | —       |
| شارد كومار          | القفز العالي T63       | 1.88                                | —       |
| ماريايبان ثانغافيلو |                        | 1.85                                | —       |
| شايلِش كومار         |                        | 1.85                                | 4       |
| نيشاد كومار         | القفز العالي T47       | 2.04 (أفضل رقم موسمي)               | —       |
| رامبال تشاهار       |                        | 1.95 (أفضل رقم شخصي)                | 7       |
| برافين كومار        | القفز العالي T64       | 2.08 (أفضل رقم شخصي، رقم آسيوي)     | —       |
| نافديب سينغ         | رمي الرمح F41          | 47.32 (رقم بارالمبي، أفضل رقم شخصي) | —       |
| أَجيت سينغ ياداف     | رمي الرمح F46          | 65.62                               | —       |
| رينكو هودا          |                        | 61.58                               | 5       |
| سوندار سينغ غورجار  |                        | 64.96                               | —       |
| ديبيش كومار         | رمي الرمح F54          | 26.11                               | 7       |
| برافين كومار        | رمي الرمح F57          | 42.12                               | 8       |
| ساندِيب سارغار       | رمي الرمح F64          | 58.03                               | 7       |
| ساندِيب تشودري       |                        | 62.80                               | 4       |
| سوميت أنتيل         |                        | 70.59 (رقم بارالمبي)                | —       |
| أرڤيند مالك         | دفع الكرة الحديدية F35 | 13.01 (أفضل رقم موسمي)              | 6       |
| مانو مانو           | دفع الكرة الحديدية F37 | 13.86                               | 6       |
| رافي رونغالي        | دفع الكرة الحديدية F40 | 10.63 (أفضل رقم شخصي)               | 5       |
| ساشين خيلاري        | دفع الكرة الحديدية F46 | 16.32 (رقم آسيوي)                   | —       |
| محمد ياسر           |                        | 14.21                               | 8       |
| روهيت كومار         |                        | 14.10                               | 9       |
| هوكاتو هوتوزي سيما  | دفع الكرة الحديدية F57 | 14.65 (أفضل رقم شخصي)               | —       |
| سومَن رانا           |                        | 14.07                               | 5       |

الاختصارات:
رقم بارالمبي = رقم قياسي بارالمبي
رقم آسيوي = رقم قياسي آسيوي
أفضل رقم موسمي = أفضل أداء في هذا الموسم
أفضل رقم شخصي = أفضل أداء شخصي للرياضي
| رياضي             | حدث           | نتيجة    | رتبة |
| ----------------- | ------------- | -------- | ---- |
| كانشان لاخاني     | رمي القرص F53 | 10.06 PB | 7    |
| ساكشي كاسانا      | رمي القرص F55 | 21.49    | 8    |
| كارامجيوتي دلال   | رمي القرص F55 | 20.22    | 9    |
| بهافانابين تشودري | رمي الرمح F46 | 39.70 PB | 5    |
| بهاجياشري جادهاف  | دفع الجلة F34 | 7.28     | 5    |
| أميشا راوات       | دفع الجلة F46 | 9.25 PB  | 14   |

## تنس الريشة
تأهلت الهند لعشرة لاعبين من ذوي الاحتياجات الخاصة من خلال تصنيفات سباق باريس البارالمبية التي أجراها الاتحاد العالمي للريشة الطائرة. 
نتائج لاعبي كرة الريشة الفردية
| الرياضي              | الحدث    | دور المجموعات                                                                                                 | ربع النهائي                          | نصف النهائي                              | النهائي / مباراة البرونزية     | الترتيب |
| -------------------- | -------- | --- | ------------------------------------ | ---------------------------------------- | ------------------------------ | ------- |
| مانوج سركار          | فردي SL3 | نيتش (الهند)خسر (13–21، 21–18، 18–21)بونسون (تايلند)خسر (19–21، 8–21)يانغ (الصين)فاز (21–15، 21–11)           | —                                    | لم يتأهل                                 | —                              | 3       |
| كومار نيتش           |          | سركار (الهند)فاز (21–13، 18–21، 21–18)يانغ (الصين)فاز (21–5، 21–11)بونسون (تايلند)فاز (21–13، 21–14)          | فوجيهارا (اليابان)فاز (21–16، 21–12) | بيثل (بريطانيا)فاز (21–14، 18–21، 23–21) | —                              | 1       |
| سُهاس ياثيراج         | فردي SL4 | رامداني (إندونيسيا)فاز (21–7، 21–5)شين (كوريا)فاز (26–24، 21–14)                                              | —                                    | كادام (الهند)فاز (21–17، 21–12)          | مازور (فرنسا)خسر (9–21، 13–21) | 2       |
| سوكانت كادام         |          | بورهان الدين (ماليزيا)فاز (17–21، 21–15، 22–20)تيماروم (تايلند)فاز (21–12، 21–12)                             | ياثيراج (الهند)خسر (17–21، 12–21)    | سيتياوان (إندونيسيا)خسر (17–21، 18–21)   | —                              | 4       |
| تارون دهيلون         |          | أوليفيرا (البرازيل)فاز (21–17، 21–19)مازور (فرنسا)خسر (7–21، 16–21)                                           | —                                    | لم يتأهل                                 | —                              | 2       |
| كريشنا ناغار         | فردي SH6 | كراييفسكي (الولايات المتحدة)خسر (16–21، 18–21)ميتشاي (تايلند)خسر (20–22، 3–11 انسحاب)                         | —                                    | —                                        | لم يتأهل                       | 3       |
| سيفاراجان سولايمالاي |          | سبحان (إندونيسيا)خسر (15–21، 17–21)كاي (هونغ كونغ)خسر (13–21، 21–18، 15–21)كومبس (بريطانيا)خسر (12–21، 10–21) | —                                    | —                                        | لم يتأهل                       | 4       |

نتائج اللاعبات في منافسات كرة الريشة الفردية
| اللاعبة              | الحدث    | دور المجموعات                                                                            | ربع النهائي                           | نصف النهائي                         | النهائي / مباراة البرونزية | الترتيب |
| -------------------- | -------- | ---------------------------------------------------------------------------------------- | ------------------------------------- | ----------------------------------- | -------------------------- | ------- |
| ماناسي جوشي          | فردي SL3 | سياكوره (إندونيسيا)خسرت (21–16، 13–21، 18–21)كوزينا (أوكرانيا)خسرت (21–10، 15–21، 21–23) | —                                     | —                                   | لم تتأهل                   | 3       |
| مانديب كور           |          | بولاچي (نيجيريا)خسرت (8–21، 14–21)فينو (أستراليا)فازت (21–23، 21–10، 21–17)              | بولاچي (نيجيريا)خسرت (8–21، 9–21)     | —                                   | لم تتأهل                   | 2       |
| بالاك كوهلي          | فردي SL4 | سورّو (فرنسا)فازت (21–12، 21–14)أوكتيلا (إندونيسيا)خسرت (21–18، 5–21، 13–21)              | سادياه (إندونيسيا)خسرت (19–21، 15–21) | —                                   | —                          | 2       |
| تولاسيماثي موروغيسان | فردي SU5 | دي ماركو (إيطاليا)فازت (21–9، 21–11)مونتيرو (البرتغال)فازت (21–12، 21–8)                 | —                                     | باي (تأهل تلقائي)راماداس (الهند)<br |                            |         |

| رياضي                            | حدث            | مرحلة المجموعات           | مرحلة المجموعات        | مرحلة المجموعات         | مرحلة المجموعات                  | نصف النهائي            | النهائي / BM   | النهائي / BM |
| رياضي                            | حدث            | المعارضة نتيجة            | المعارضة نتيجة         | المعارضة نتيجة          | رتبة                             | المعارضة نتيجة         | المعارضة نتيجة | رتبة         |
| -------------------------------- | -------------- | ------------------------- | ---------------------- | ----------------------- | -------------------------------- | ---------------------- | -------------- | ------------ |
| كومار نيتيش ثولاسيماتي موروجيسان | الزوجي SL3–SU5 | ياثيراج و (21-14، 21-17)  | رمضاني ل (15-21، 8-21) | مازور ل (22-24، 19-21)  | 3                                |                        |                |              |
| سوهاس ياثيراج بالاك كوهلي        | الزوجي SL3–SU5 | نيتيش ل (14-21، 17-21)    | مازور ل (15-21، 9-21)  | رمضاني ل (11-21، 17-21) | 4                                |                        |                |              |
| سيفاراجان سولايمالاي نيثيا سيفان | الزوجي SH6     | كرايوسكي ل (21-23، 11-21) | ميتشاي و (21-7، 21-17) | 1 س                     | كرايوسكي ل (21-17، 14-21، 13-21) | سبحان ل (17-21، 12-21) | 4              |              |

## ركوب الدراجات
تأهلت الهند لاثنين من راكبي الدراجات ذوي الاحتياجات الخاصة (واحد من كل جنس) بناءً على تصنيفات الاتحاد الدولي للدراجات في 31 ديسمبر 2022.  
| رياضي        | حدث                                | وقت      | رتبة |
| ------------ | ---------------------------------- | -------- | ---- |
| أرشد شايك    | سباق ضد الزمن على الطريق للرجال C2 | 25:20.11 | 11   |
| أرشد شايك    | سباق الطريق للرجال C1-3            | -1 لفة   |      |
| جوتي جاديريا | سباق الزمن على الطريق للسيدات C1–3 | 30:00.16 | 16   |
| جوتي جاديريا | سباق الطريق للسيدات C1-3           | -1 لفة   |      |

| أرشد شايك    | سباق ضد الزمن للرجال C1-3    | 1:21.416 | 17\| colspan=2 rowspan=4 data-sort-value="" style="background: #ececec; color: #2C2C2C; vertical-align: middle; text-align: center; " class="table-na" \| Did not advance |
| أرشد شايك    | سباق المطاردة للرجال C2      | 4:20.949 | 9 |
| جوتي جاديريا | سباق ضد الزمن للسيدات C1-3   | 49.233   | 11 |
| جوتي جاديريا | سباقات المطاردة للسيدات C1-3 | 4:53.929 | 10 |

## الجودو
تأهلت الهند للجودو لأول مرة بعد أن حصل كابيل بارمار وكوكيلا كوشيكلاتي على أماكن الحصص بناءً على تصنيفات الاتحاد الدولي للجودو للمكفوفين . 
| كابيل بارمار     | رجال J1 -60 كجم  | بلانكو ( فين ) فوز 10–0 | بانيتابا ( المعهد الجمهوري الدولي ) ل 0–10 | دي أوليفيرا ( حمالة صدر ) فوز 10–0 | الثالث |
| كوكيلا كوشيكلاتي | سيدات J2 -48 كجم | ناواتبيك ( كاز ) ل 0–10 | إيفانيتسكا ( المملكة المتحدة ) ل 0–10      |                                    |        |

## التجديف بالمظلات
حصلت الهند على ثلاثة أماكن في الحصص من خلال بطولة العالم لسباقات الكانو السريعة التي نظمها الاتحاد الدولي للكانوي في عامي 2023 و2024. 
| رياضي       | حدث         | تسخينات | تسخينات | نصف النهائي | نصف النهائي | أخير    | أخير |
| رياضي       | حدث         | وقت     | رتبة    | وقت         | رتبة | وقت     | رتبة |
| ----------- | ----------- | ------- | ------- | ----------- | --- | ------- | ---- |
| ياش كومار   | KL1 للرجال  | 1:03.28 | 6       | 1:02.03     | colspan=2 rowspan=2 data-sort-value="" style="background: #ececec; color: #2C2C2C; vertical-align: middle; text-align: center; " class="table-na" \| Did not advance |         |      |
| بوجا أوجها  | سيدات KL1   | 1:16.09 | 5       | 1:17.23     | 4 |         |      |
| براشي ياداف | VL2 للسيدات | 1:06.83 | 4       | 1:05.66     | 3 اتحاد كرة القدم | 1:08:55 | 8    |

## رفع الأثقال
حصل رجلان ( بارامجيت كومار وأشوك مالك ) وامرأتان ( سكينة خاتون وكاستوري راجاماني ) على مكانهم في الألعاب البارالمبية من خلال تصنيفات التأهل البارالمبية بعد إكمال المتطلبات الإلزامية للمنافسة في بطولات معينة.  
| رياضي            | حدث           | نتيجة | رتبة |
| ---------------- | ------------- | ----- | ---- |
| بارامجيت كومار   | رجال -49 كجم  | 150   | 8    |
| أشوك مالك        | رجال -65 كجم  | 199   | 6    |
| سكينة خاتون      | سيدات -45 كجم | 86    | 7    |
| كاستوري راجاماني | سيدات -67 كجم | 106   | 8    |

## تجديف
تأهلت الهند بقارب واحد في سباقات التجديف المزدوجة المختلطة من خلال سباق التصفيات الآسيوية / أوقيانوسيا القارية لعام 2024 الذي أقيم في تشونغجو بكوريا الجنوبية.  
| رياضي                            | حدث                                 | تسخينات | تسخينات | إعادة المباراة | إعادة المباراة | أخير    | أخير |
| رياضي                            | حدث                                 | وقت     | رتبة    | وقت            | رتبة           | وقت     | رتبة |
| -------------------------------- | ----------------------------------- | ------- | ------- | -------------- | -------------- | ------- | ---- |
| أنيتا أنيتا نارايانا كونغانابالي | قوارب التجديف المزدوجة المختلطة PR3 | 8:06.84 | 5 ر     | 7:54.33        | 3 فيسبوك       | 8:16.96 | 8    |

## إطلاق نار

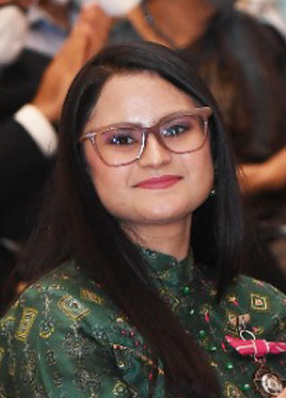
فازت أفاني ليخارا بالميدالية الذهبية في مسابقة بندقية الهواء R2 10 م للسيدات وقوفًا SH1 لتصبح أول رياضية بارالمبية هندية تفوز بميداليات ذهبية متعددة.

شاركت الهند بتسعة رماة بارالمبيين بعد تحقيق أماكن الحصص من خلال أحداث تأهيلية مختلفة بعد أن حصلوا على الحد الأدنى من درجة التأهيل (MQS) للأحداث المعنية بحلول 15 يوليو 2024.    تلقت روبينا فرانسيس وسواروب أونهالكار دعوة ثنائية من اللجنة البارالمبية الدولية للألعاب. 
| رياضي            | حدث                             | مؤهل  | مؤهل | أخير  | أخير   |
| رياضي            | حدث                             | نقاط  | رتبة | نقاط  | رتبة   |
| ---------------- | ------------------------------- | ----- | ---- | ----- | ------ |
| رودرانش خانديوال | مسدس هواء P1 10 م SH1           | 561   | 9    |       |        |
| مانيش ناروال     | مسدس هواء P1 10 م SH1           | 566   | 5 س  | 234.9 | الثاني |
| سواروب أونهالكار | بندقية هوائية R1 10 م واقفة SH1 | 613.4 | 14   |       |        |

| رياضي          | حدث                          | مؤهل  | مؤهل | أخير | أخير   |
| رياضي          | حدث                          | نقاط  | رتبة | نقاط | رتبة   |
| -------------- | ---------------------------- | ----- | ---- | --- | ------ |
| أفاني ليخارا   | بندقية هوائية R2 10 م SH1    | 625.8 | 2 س  | 249.7 <span class="rt-commentedText tooltip tooltip-dotted" data-ve-ignore="true" title="<nowiki>Paralympic Record</nowiki>">العلاقات العامة | الأول  |
| منى أجراوال    | بندقية هوائية R2 10 م SH1    | 623.1 | 5 س  | 228.7 | الثالث |
| أفاني ليخارا   | بندقية R8 50 متر 3 أوضاع SH1 | 1159  | 7 س  | 420.6 | 5      |
| منى أجراوال    | بندقية R8 50 متر 3 أوضاع SH1 | 1147  | 13   | |        |
| روبينا فرانسيس | مسدس هواء P2 10 م SH1        | 556   | 6 س  | 211.1 | الثالث |

| أفاني ليخارا      | بندقية هوائية R3 10 م في وضعية الانبطاح SH1 | 632.8 | 11 |
| سيدهارثا بابو     | بندقية هوائية R3 10 م في وضعية الانبطاح SH1 | 628.3 | 28 |
| سريهارشا دافاريدي | بندقية هوائية R4 10 م SH2                   | 630.7 | 9  |
| سريهارشا دافاريدي | R5 10 م بندقية في وضع الانبطاح SH2          | 630.2 | 26 |
| منى أجراوال       | بندقية R6 50 متر Prone SH1                  | 610.5 | 30 |
| سيدهارثا بابو     | بندقية R6 50 متر Prone SH1                  | 615.8 | 22 |
| نيهال سينغ        | مسدس P3 25 م SH1                            | 569   | 10 |
| أمير بهات         | مسدس P3 25 م SH1                            | 568   | 11 |
| نيهال سينغ        | مسدس P4 50 م SH1                            | 522   | 19 |
| رودرانش خانديوال  | مسدس P4 50 م SH1                            | 517   | 22 |

## سباحة
تأهلت الهند لسباح واحد للمنافسة في الألعاب بعد أن حقق سوياش جادهاف الحد الأدنى من معيار التأهيل (MQS) في سباق الفراشة . 
| سوياش جادهاف | 50 متر فراشة S7 | 33.47 | 10 |

## كرة الطاولة
شاركت الهند برياضيتين في دورة الألعاب البارالمبية. تأهلت سونالبن باتيل وبافينا باتيل من خلال التصنيف العالمي للاتحاد الدولي لتنس الطاولة .  
| سونالبن باتيل              | فردي سيدات C3    | موزينيتش ( كرو ) ل 1–3     |                     |
| بافينا باتيل               | فردي سيدات C4    | فيردين ( المكسيك ) فوز 3–0 | تشو ( الصين ) ل 1–3 |
| سونالبن باتيل بافينا باتيل | زوجي السيدات D10 | يونغ ل 1–3                 |                     |

## التايكوندو
تأهلت أرونا تانوار لهذا الحدث بعد فوزها في بطولة التصفيات الآسيوية لعام 2024 في تايآن ، الصين. 
خرجت تانوار مبكرًا من المنافسة بعد خسارتها أمام منافستها التركية، نورجيان إكينجي، في دور الـ16. 
| أرونا تانوار | سيدات –47 كجم | إكينجي ( تور ) ل 0–19 |